# 马尔布朗
马尔布朗（法語：Malbrans，法語發音：[malbʁɑ̃]）是法国杜省的一个市镇，属于贝桑松区。

## 地理
马尔布朗（47°7'13"N, 6°4'53"E）面积8.74 平方千米，位于法国勃艮第-弗朗什-孔泰大區杜省，该省份为法国东部内陆省份，北起上索恩省，西接汝拉省，东部及东南部与瑞士接壤，东北部与贝尔福地区省接壤。
与马尔布朗接壤的市镇（或旧市镇、城区）包括：蒙特龙堡、塞-迈西耶尔、塔尔瑟奈-富什朗、莱蒙龙。

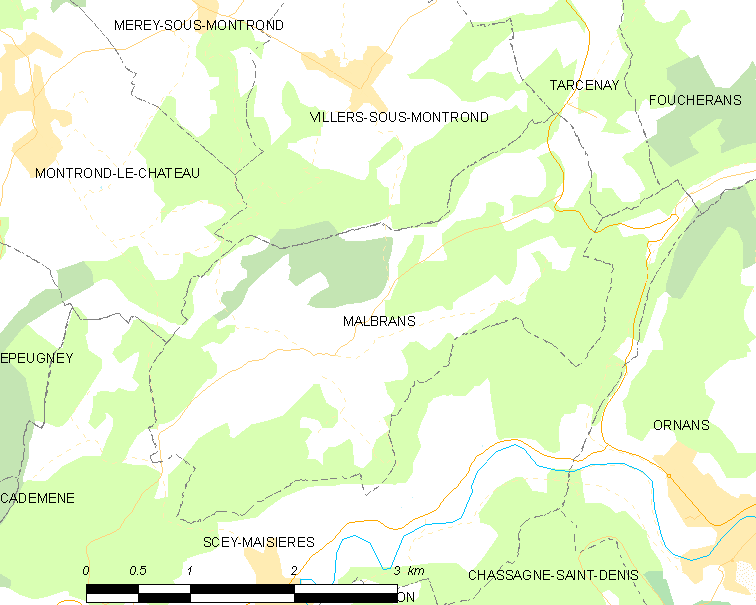
马尔布朗的OSM定位图

马尔布朗的时区为UTC+01:00、UTC+02:00（夏令时）。

## 行政
马尔布朗的邮政编码为25620，INSEE市镇编码为25360。

## 政治
马尔布朗所属的省级选区为奥尔南县。

## 人口

1962-2008年间马尔布朗人口变化图示

马尔布朗于2022年1月1日时的人口数量为167人。